# 진관2로

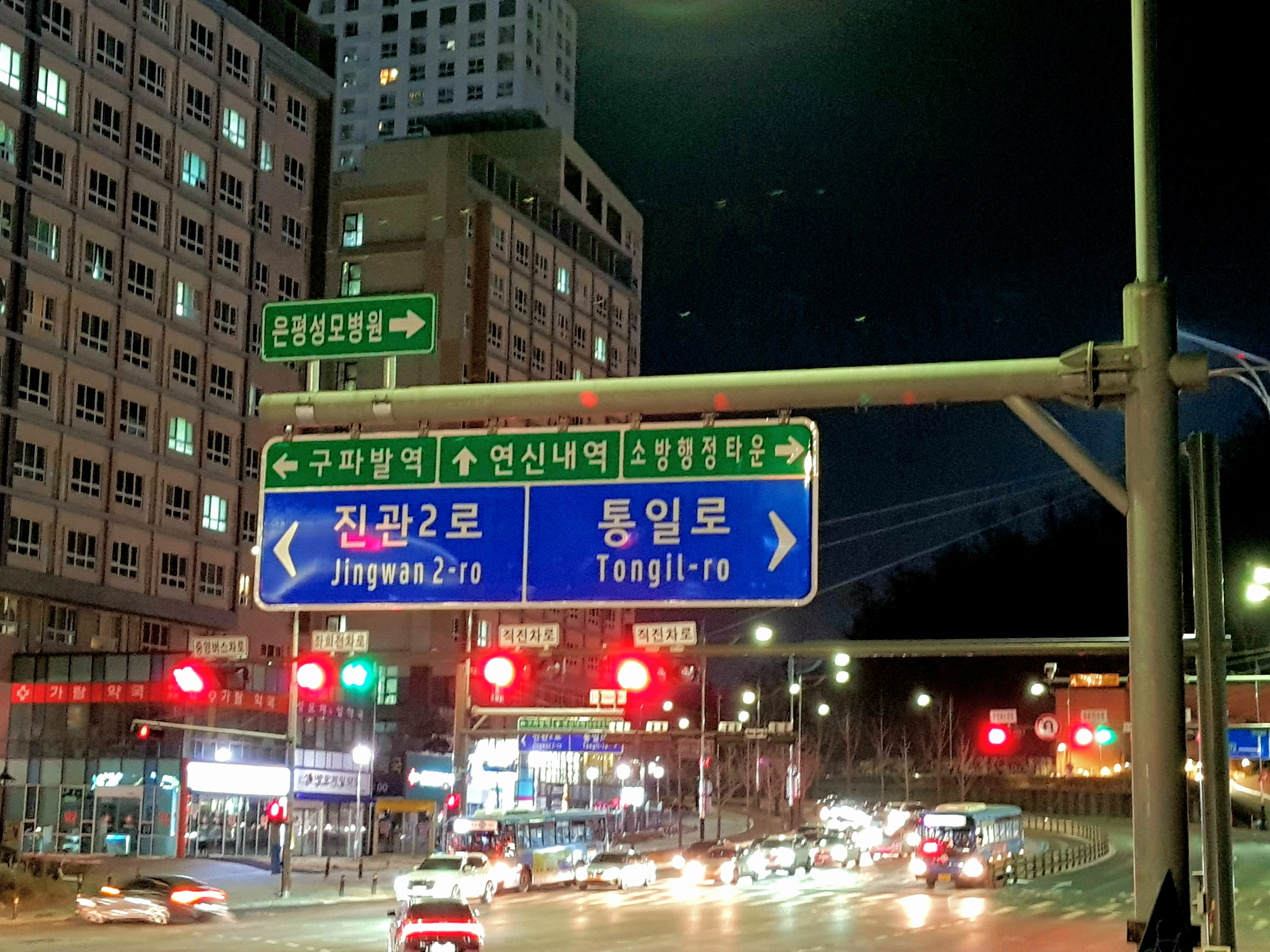
진관2로 도로명 표지판

진관2로는 서울특별시 은평구 진관동 구파발사거리와 기자촌사거리를 잇는 서울특별시의 도로이다. 전 구간 왕복 2차선~3차선이다.

## 연혁
- 은평뉴타운 개발 이전(~2008년): 지금과 대부분의 노선은 똑같았고, 기자촌까지 이어지는 도로였다.
- 2010년: 은평뉴타운 개발과 함께 재개통

## 주요 경유지
서울특별시
- 은평구(진관동)

## 노선
| 이름              | 접속 노선             | 소재지     | 소재지 | 소재지 | 비고 |
| ----------------- | --------------------- | ---------- | ------ | ------ | ---- |
| 구파발사거리      | 국도 제1호선 (통일로) | 서울특별시 | 은평구 | 진관동 |      |
| (이름 없음)       | 진관1로 진관2로       | 서울특별시 | 은평구 | 진관동 |      |
| 구파발교          |                       | 서울특별시 | 은평구 | 진관동 |      |
| 진관동주민센터    |                       | 서울특별시 | 은평구 | 진관동 |      |
| 기자촌사거리      | 연서로 연서로46길     | 서울특별시 | 은평구 | 진관동 |      |
| 연서로46길과 직결 |                       |            |        |        |      |

## 주요 건물 및 시설
- 구파발역 (서울특별시 은평구 진관2로 지하 15-25)
- 진관동주민센터 (서울특별시 은평구 진관2로 31)
- 서울은평우체국 (서울특별시 은평구 진관2로 29-8)
- 은평메디텍고등학교 (서울특별시 은평구 진관2로 57-57)
- 신도치안센터 (서울특별시 은평구 진관2로 125)